# FINA Women's Water Polo World Cup
FINA Women's Water Polo World Cup är en damlandslagsturnering i vattenpolo, som organiseras av FINA. Turneringen spelas sedan 1979, och började 2002 spelas vart fjärde år.